# Rhamphomyia deformatella
Rhamphomyia deformatella är en tvåvingeart som beskrevs av Bartak 2000. Rhamphomyia deformatella ingår i släktet Rhamphomyia och familjen dansflugor. Inga underarter finns listade i Catalogue of Life.